# Ravi Shankar
Pandit Ravi Shankar (dewanagari रवि शंकर, właśc. Rabindra Shankar Chowdhury, ur. 7 kwietnia 1920 w Waranasi, zm. 11 grudnia 2012 w San Diego) – indyjski kompozytor i wirtuoz gry na sitarze. Wzbudził uznanie Zachodu dla muzyki indyjskiej, zwłaszcza dla związanej z tradycją północnych Indii.

## Życiorys
W dzieciństwie wraz z młodszym bratem Udayem Shankarem (tancerzem) i ojcem przeniósł się do Europy. W 1930 przeprowadził się do Paryża. W 1938 powrócił do Indii i zaczął kształcić się jako muzyk. Jego mistrzem był Ustad Baba Allauddin Khan.
W 1954 pierwszy raz publicznie wystąpił poza Indiami, grając na sitarze w Związku Radzieckim, a potem w Europie Zachodniej i w USA. Szerszej publiczności, zwłaszcza młodzieżowej, stał się znany szczególnie od czasu, kiedy członek grupy The Beatles, George Harrison zainteresował się grą na sitarze w 1965. Wskutek kontaktu z Harrisonem Ravi Shankar został zaproszony w 1967 do występu na festiwalu muzyki pop w Monterey w Kalifornii, występował również w Woodstock w 1969. 5 czerwca 1972 George Harrison i Ravi Shankar zostali uhonorowani przez UNICEF nagrodą Child is Father to the Man w podziękowaniu za ich wkład w pomoc dotkniętemu głodem Bangladeszowi.
Ravi Shankar współpracował z wieloma muzykami zachodnimi, m.in. z Philipem Glassem, Yehudi Menuhinem, czy z wirtuozem fletu Jean-Pierre Rampalem. Był ambasadorem muzyki i kultury hinduskiej w świecie zachodnim. Ravi Shankar raz odwiedził Polskę i dał jeden koncert w filharmonii w Warszawie (1989).
Komponował ragi, muzykę filmową i baletową; stworzył także dwa koncerty na sitar.

## Dzieci
Gdy Ravi Shankar miał 21 lat, ożenił się z 14-letnią córką swojego guru Ustad Baby Allauddina Khana, Annapurną Devi, która również grała na sitarze. Z tego małżeństwa miał syna, Shubhendrę Shankara (1942–1992), który był malarzem i sitarzystą.
Następnie związał się ze swoją promotorką koncertów w Ameryce, Sue Jones, z którą miał córkę - Norę Jones.
Później poślubił Sukanyę Kotiyan, z którą miał drugą córkę, sitarzystkę Anoushkę, urodzoną w 1981.

## Ordery i odznaczenia
- Rycerz Komandor Orderu Imperium Brytyjskiego (2001)[4]
- Komandor Legii Honorowej (Francja, 2000)
- Komandor Orderu Sztuki i Literatury (Francja)[5]
- Order Bharat Ratna (Indie, 1999)
- Order Padma Vibhushan (Indie,1981)
- Order Padma Bhushan (Indie, 1967)